# Marko Sinovčić
Marko Sinovčić (Novigrad na moru, 12. travnja 1917. − Buenos Aires, 24. srpnja 2003.), hrvatski domovinski i iseljenički novinar, urednik, književnik i publicist, djelovao u Hrvatskoj i Argentini

## Životopis
Rodio se je u Novigradu na moru. U ličkom Svetome Roku išao je u prva četiri razreda pučke škole, peti i šesti u rodnom u Novigradu. U Sinju je završio gimnaziju te u Makarskoj dvije godine skolastičke filozofije. Tijekom rata počeo je studirati u Zagrebu pravo. 1941. je godine bio sudionikom božićnih protutalijanskih demonstracija zbog čega je odsjedio dva mjeseca u zatvoru na Savskoj cesti. Godine 1943. preselio se na Sušak gdje je vodio Razglasnu postaju na kojoje je bio politički komentator te bio suradnikom tjednika Glasa Primorja.
Od 1945. je godine u emigraciji. Prvo je bio u Italiji. Studij je nastavio u Firenci te diplomirao 1947. godine. Iste je godine iselio u Argentinu, gdje se je zaposlio kao obični radnik, a zatim je bio privatni namještenik. U Argentini se je umirovio i živio u Buenos Airesu.
Književni radom bavi se od srednje škole. U đačkim i vjerskim listovima objavio je pjesme, književne osvrte i razne članke. Od odlaska u emigraciju radove je objavio u hrvatskim emigrantskim izdanjima kao što su Hrvatska i Hrvatska revija iz Buenos Airesa, Danica i Naša nada iz Chicaga i dr. 1953. je godine u Buenos Airesu pokrenuo kulturno-politički časopis Hrvatska misao koji je u 17 godina izašao u 44 broja. Unutar časopisa pokrenuo je izdavačku knjižnicu Malu političku knjižnicu Hrvatske misli u okviru koje je objavio tri knjige. Bio je pročelnik za tisak Hrvatskog akademskog kluba u Buenos Airesu, unutar kojeg je također je pokrenuo izdavačku knjižnicu Ognjište u kojoj je izdao objavio dvije knjige. Bio je urednikom novina Hrvatskog naroda, časopisa Rakovice i Republike Hrvatske. Od 1982. godine izdaje vjersko-kulturni povremenik, glasnik Orao zlatnih krila. Pseudonimi pod kojima je potpisivao svoje radove su Terezin Martenović i Jure Smolčić.

## Djela
Objavio je samostalna izdanja:

- Vježbenica španjolskog jezika, Buenos Aires 1948.

- N.D.H. u svietlu dokumenata, Buenos Aires 1950.

- Trubljači slobode (antologija hrvatske rodoljubne lirike; zajedno s Anom Eisenhauer-Sinovčić), Buenos Aires 1965.

- Hrvati u Argentini (studija), Buenos Aires 1991. 

## Nagrade i priznanja
- Šimun Šito Ćorić uvrstio ga je u svoju antologiju 60 hrvatskih emigrantskih pisaca.[1]